# Дімітра Конту
Дімітра Конту (23 вересня 2005 , Мітилена ) — грецька веслувальниця, бронзова призерка Олімпійських ігор 2024 року.

## Виступи на Олімпіадах
| Олімпіада  | Дисципліна               | Місце |
| ---------- | ------------------------ | ----- |
| Париж 2024 | парні двійки, легка вага | 3     |

## Зовнішні посилання
- Дімітра Конту на сайті World Rowing (англійська)